# اسموت
اسموت (به انگلیسی: Smoot) نام یک واحد غیراستاندارد درازا است که به صورت یک شوخی برادرخواندگی در دانشگاه ام‌آی‌تی ایجاد شد. این واحد برابر با قد الیور اسموت است و حدود یک متر و هفتاد سانتی‌متر یا به عبارتی ۶۷ اینچ می‌باشد. برای این اندازه‌گیری، الیور اسموت به روی پل هاروارد بیش از سیصد بار دراز کشید تا اندازه این پل در واحد اسموت اندازه‌گیری شود. الیور اسموت بعداً در بین سال‌های ۲۰۰۳ تا ۲۰۰۴ رییسِ سازمان بین‌المللی استانداردسازی (اختصاری ISO) گردید.
اندازه پل هاروارد که نام اسموت بر روی آن حک شده‌است، ۳۶۴٫۴ اسموت است.